# TattleTales
| Оценки критиков   | Оценки критиков |
| Источник          | Оценка          |
| ----------------- | --------------- |
| Album Of The Year | 40/100          |
| NME               | [ 4 ]           |

TattleTales (с англ. — «Сказки болтуна») — второй студийный альбом американского рэпера 6ix9ine. Он был выпущен 4 сентября 2020 на лейблах Scumgang, Create и 10K Projects. Альбом содержит гостевые участия от Ники Минаж, Эйкона, Lil AK, Leftside, SMILEZ и Sleiman. 13 сентября 2020 была выпущена новая версия альбома с двумя бонусными композициями. Это первый альбом после освобождения Даниэля из тюрьмы 2 апреля 2020 года.

## История
Ещё во время того, как 6ix9ine сидел в тюрьме, он подписал контракт на выпуск двух альбомов с лейблом 10K Projects на 10 миллионов долларов. Один альбом был англоязычным, а второй испаноязычным. Вскоре после выпуска ведущего сингла «Gooba», на официальном сайте 6ix9ine появился предзаказ альбома. Изначально он должен был выйти в начале августа, однако был перенесён по неизвестным причинам. За день до официального анонса Dj Akademiks сообщил, что исполнитель прилетел в Чикаго и разливает алкоголь на асфальт в честь умерших людей. Официальный анонс состоялся 26 августа 2020 года в Instagram, в то же время открылся предзаказ альбома.

## Название
Название альбома отсылает к заключению 6ix9ine с 2018 по 2020 год. Он пошёл на сделку с полицией, в результате чего сдал свою банду и понизил себе срок. После этого 6ix9ine начали называть крысой и стукачом. Название альбома высмеивает эти прозвища, иронично называя исполнителя «болтуном».

## Синглы
Ведущий сингл с альбома «Gooba» был выпущен 8 мая 2020 года. Он был спродюсирован Payday и Jahnei Clarke. Второй сингл «Trollz» совместно с Ники Минаж был выпущен 12 июня 2020 года. 16 июня 2020 года была выпущена новая версия песни с другим куплетом Минаж и изменённым битом, изначально она не присутствовала на альбоме, однако позже была добавлена, как бонусная композиция. Третий сингл «Yaya» был выпущен 3 июля 2020 года. Песня исполнена на испанском языке. Четвёртый и последний сингл «Punani» (цензурировано как «P****i») был выпущен 2 августа 2020 года. Это первый сингл после освобождения 6ix9ine из-под домашнего ареста.

## Список композиций
Адаптировано под Apple Music и Genius.
| №                   | Название                               | Продюсер(ы)                                                 | Длительность |
| ------------------- | -------------------------------------- | ----------------------------------------------------------- | ------------ |
| 1.                  | «Locked Up, Pt.2» (при участии Эйкона) | Эйкон                                                       | 3:23         |
| 2.                  | «Tutu»                                 | Sindicate 12 Dinay                                          | 2:44         |
| 3.                  | «Gooba»                                | Payday Jahnei Clarke                                        | 2:12         |
| 4.                  | «Wait»                                 | Jahnei Clarke Splititupbenji Tripilz YAYA                   | 1:50         |
| 5.                  | «Charlie» (совместно с SMILEZ)         | Jahnei Clarke Jasper Harris                                 | 2:01         |
| 6.                  | «Trollz» (совместно с Ники Минаж)      | SADPONY Джени Кларк                                         | 3:22         |
| 7.                  | «Nini» (при участии Leftside)          | Limitless Kybba                                             | 2:18         |
| 8.                  | «Punani» (цензурировано как «P****i»)  | Джени Кларк Джаспер Харрисон                                | 1:55         |
| 9.                  | «Yaya»                                 | Ramoon Ransom Beatz DJ Luian Mambo Kingz BF Jowny Boom Boom | 2:29         |
| 10.                 | «Leah» (при участии Эйкона)            | Roy Lenzo Jahnei Clarke Anthony Flammia                     | 2:57         |
| 11.                 | «Gata» (при участии Lil AK)            | The Beat Menace                                             | 1:53         |
| 12.                 | «Gtl»                                  | Splititupbenji Jahnei Clarke                                | 2:20         |
| 13.                 | «Ava»                                  | Ronny J                                                     | 2:05         |
| Общая длительность: | Общая длительность:                    | Общая длительность:                                         | 31:25        |

| №                   | Название                                              | Продюсер(ы)                                           | Длительность |
| ------------------- | ----------------------------------------------------- | ----------------------------------------------------- | ------------ |
| 14.                 | «R.E.D.» (совместно с Sleiman)                        | Tobias Samuel Hørup Mike Lowrey Sebastian Igens J-Doe | 1:41         |
| 15.                 | «Trollz (Alternate edition)» (совместно с Ники Минаж) | Sadpony J. Clarke                                     | 3:05         |
| Общая длительность: | Общая длительность:                                   | Общая длительность:                                   | 35:11        |

### Комментарии
- Все песни стилизованы под маюскул

## Чарты
| Чарт (2020)                            | Высшая позиция |
| -------------------------------------- | -------------- |
| Австралия (ARIA)                       | 39             |
| Австрия (Ö3 Austria)                   | 14             |
| Бельгия/Фландрия (Ultratop)            | 25             |
| Бельгия/Валлония (Ultratop)            | 32             |
| Канада (Canadian Albums Chart)         | 5              |
| Чехия (ČNS IFPI)                       | 5              |
| Дания (Hitlisten)                      | 30             |
| Нидерланды (Album Top 100)             | 31             |
| Финляндия (Suomen virallinen lista)    | 15             |
| Франция (SNEP)                         | 43             |
| Германия (Offizielle Top 100)          | 39             |
| Ирландия (Irish Albums Chart)          | 23             |
| Новая Зеландия (RMNZ)                  | 33             |
| Норвегия (VG-lista)                    | 9              |
| Швеция (Sverigetopplistan)             | 24             |
| Швейцария (Schweizer Hitparade)        | 17             |
| Великобритания (UK Albums Chart)       | 27             |
| США (Billboard 200)                    | 4              |
| США (Billboard Top R&B/Hip-Hop Albums) | 4              |